# Голос. Дети (Россия, сезон 7)
Седьмой сезон телевизионного шоу «Голос. Дети» транслировался на российском «Первом канале» в период с 14 февраля по 24 апреля 2020 года. Наставниками в этом сезоне стали Баста, Полина Гагарина и Валерий Меладзе.

## Ведущие
Дмитрий Нагиев остался ведущим проекта, а Агата Муцениеце вернулась в качестве соведущей.

Ведущие сезона
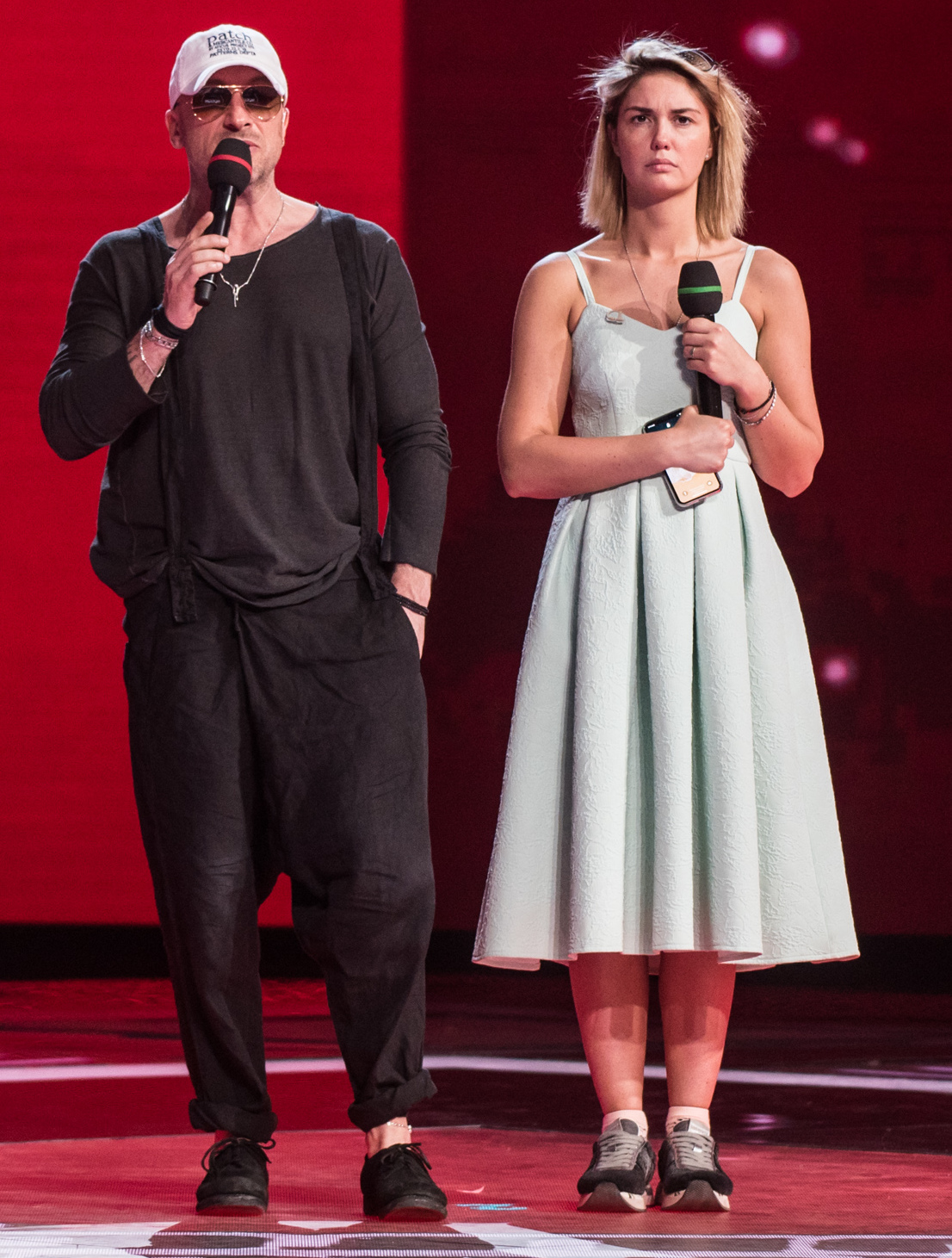
Дмитрий Нагиев и Агата Муцениеце

## Наставники

Наставники сезона
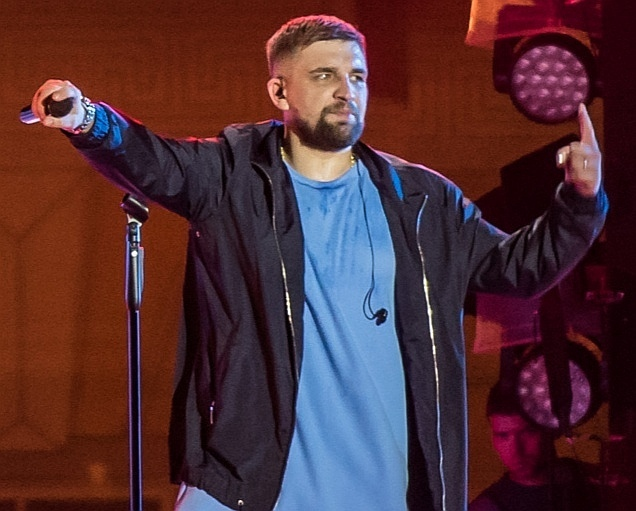
Баста
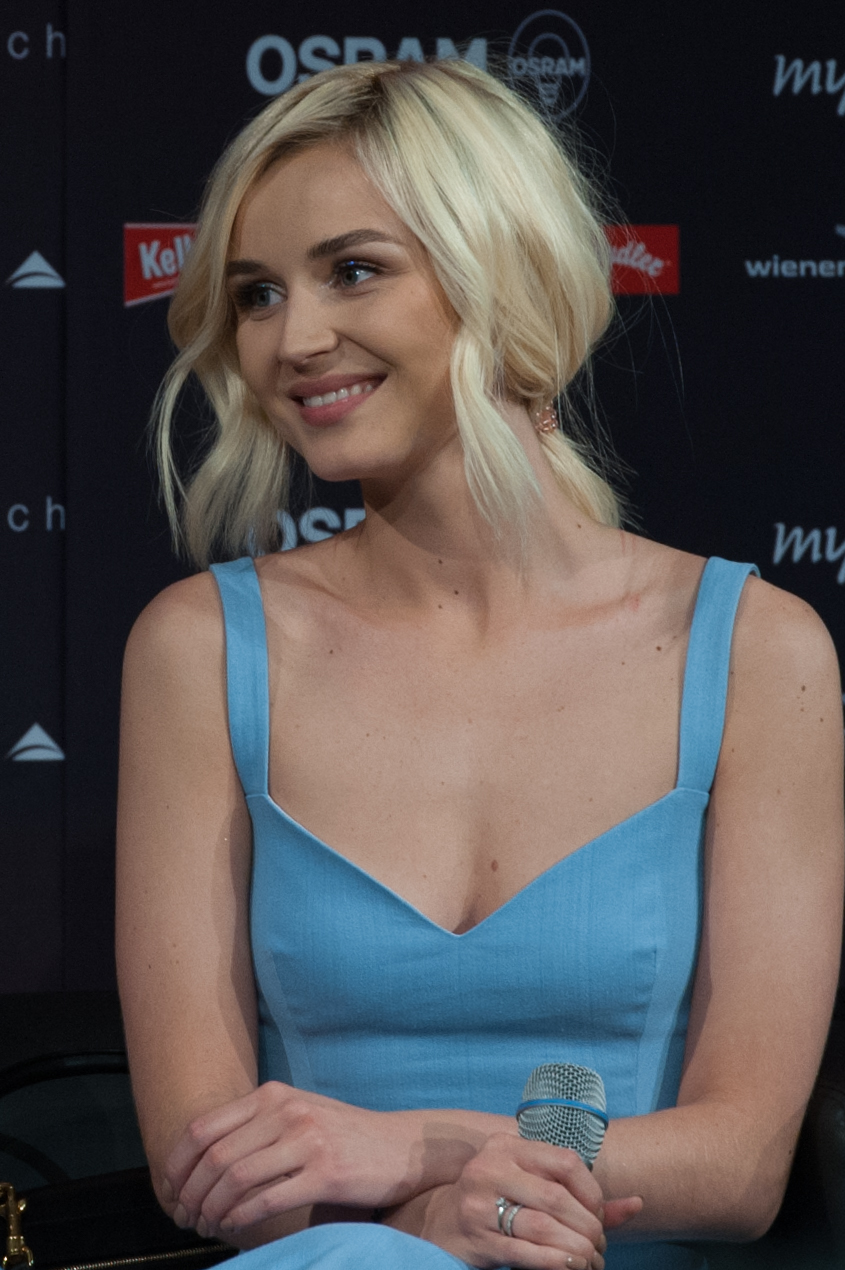
Полина Гагарина
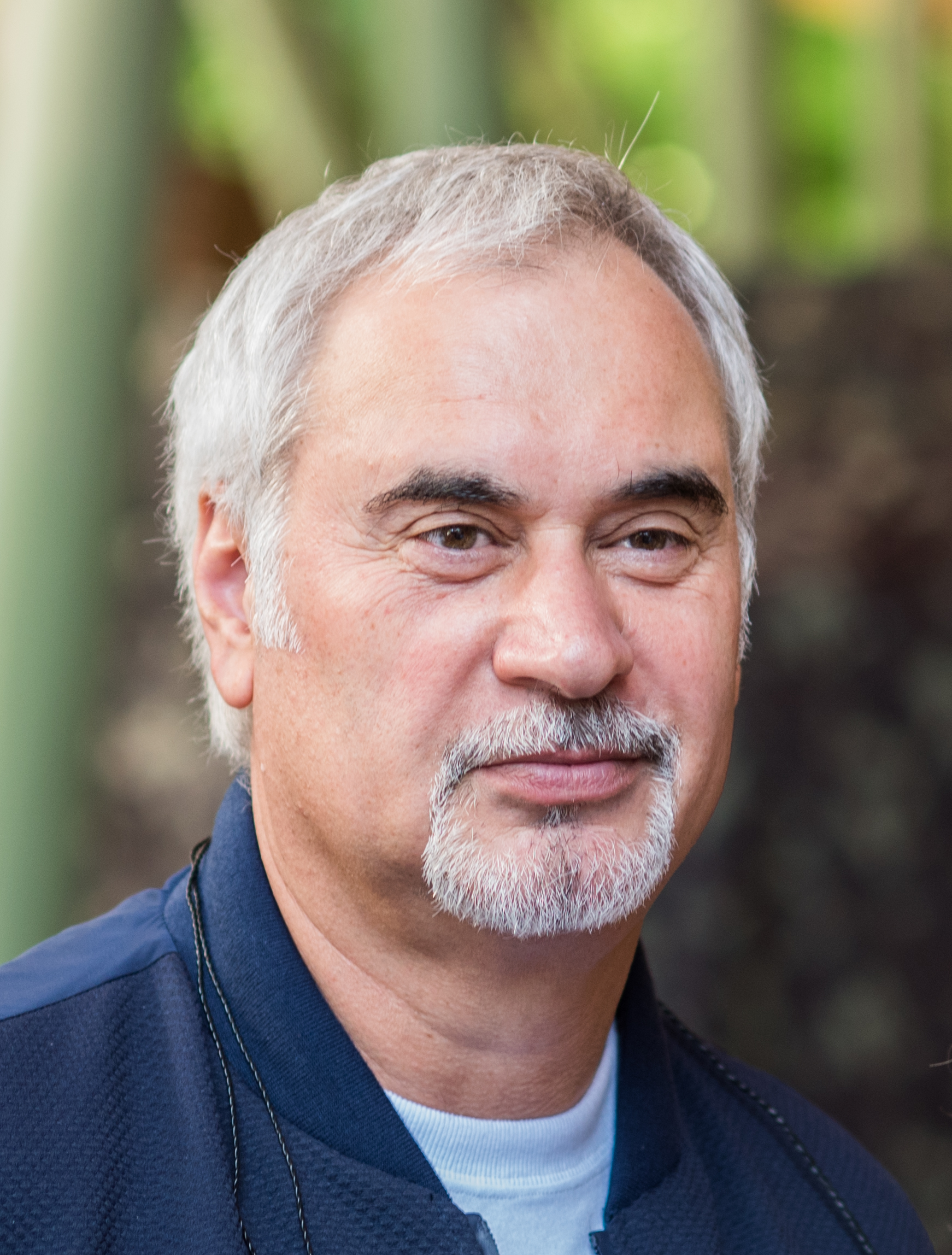
Валерий Меладзе

- Баста — рэп-исполнитель, композитор, продюсер.
- Полина Гагарина — российская певица, композитор, победительница второго сезона проекта «Фабрика звёзд», представительница России на песенном конкурсе «Евровидение-2015», где заняла 2-е место.
- Валерий Меладзе — советский и российский певец, продюсер, заслуженный артист РФ.

## Команды
| - Первое место - Второе место - Третье место | - Выбыл в финале - Выбыл в дополнительном этапе - Выбыл в поединках |

| Баста | Олеся Казаченко                   | Иван Кургалин            | Софья Льорет      | Елизавета Сметанникова | Анна Прокопенко |
| Баста | Ксения Шаплыко                    | Егор Блинов              | Злата Осипова     | Алиса Савчиц           | Любава Соляная  |
| Баста | Валерия Базыкина и Манижа Аминова | Владимир Серков          | Дарья Киселёва    | Марьяна Титова         | Алина Штырняева |
| Полина Гагарина | Артём Фокин                       | Артём Морозов            | Миржан Жидебай    | Таисия Скоморохова     | Варвара Глухова |
| Полина Гагарина | Геннадий Перевердиев              | Дмитрий и Сергей Коценко | Дарья Марцынкевич | Ангелина Дерябина      | Элина Хан       |
| Полина Гагарина | Матвей Беляев                     | Ксения Мисюрина          | Екатерина Кретова | Агния Андреева         | Милана Волкова  |
| Валерий Меладзе | Софья Туманова                    | Кирилл Александров       | Кристина Силлер   | София Фоменко          | София Бутамёнок |
| Валерий Меладзе | Варвара Музеева                   | Артём Скороль            | Полина Грознова   | Мирон Довгань          | Алиса Смирнова  |
| Валерий Меладзе | Кира Науменко                     | Тимур Лезгишвили         | Арина Орлова      | Богдан Хайруллин       | Семён Орлов     |
| Курсивом выделены участники, выбывшие на этапе «Песня на вылет», но продолжившие участие в «Дополнительном этапе» и прошедшие в Финал. |                                   |                          |                   |                        |                 |

## Слепые прослушивания

### Выпуск № 1: Слепые прослушивания. 1-я неделя
Выпуск вышел в эфир 14 февраля 2020 года. В начале выпуска наставники проекта − Баста, Полина Гагарина и Валерий Меладзе − исполнили русскую версию песни «Oh Carol» группы Smokie.
| №  | Исполнитель                                                         | Песня                                                                 | Выбор участников и наставников | Выбор участников и наставников | Выбор участников и наставников |
| №  | Исполнитель                                                         | Песня                                                                 | Баста                          | Гагарина                       | Меладзе                        |
| -- | ------------------------------------------------------------------- | --------------------------------------------------------------------- | ------------------------------ | ------------------------------ | ------------------------------ |
| 1  | Мирон Довгань (7 лет, Челябинск)                                    | «От Волги до Енисея» (Игорь Матвиенко / Александр Шаганов)            |                                |                                |                                |
| 2  | Элина Хан (12 лет, Калуга)                                          | «Back in the U.S.S.R.» (Джон Леннон / Пол Маккартни)                  | —                              |                                | —                              |
| 3  | Елизавета Сметанникова (11 лет, Новосибирск)                        | «Экспонат» (Сергей Шнуров)                                            |                                |                                |                                |
| 4  | Зелимхан Атаев (11 лет, Махачкала, Республика Дагестан)             | «Parlami d’amore Mariù» (Эннио Нери / Чезаре Андреа Биксио)           | —                              | —                              | —                              |
| 5  | Милана Волкова (11 лет, Рязань)                                     | «Не пара» (Полина Гагарина / Михаил Миронов)                          | —                              |                                |                                |
| 6  | Таисия Скоморохова (9 лет, Одинцово, Московская область)            | «Goomba Boomba» (Билли Мэй)                                           |                                |                                |                                |
| 7  | Александр Переплётчиков (13 лет, с. Павловка, Оренбургская область) | «Вдоль по улице метелица метёт» (Александр Варламов / Дмитрий Глебов) | —                              | —                              | —                              |
| 8  | Кристина Силлер (15 лет, Санкт-Петербург)                           | «Strange Birds» (Жасмин ван ден Богард / Сиа Ферлёр / Ариэль Ракшайд) | —                              | —                              |                                |
| 9  | Иван Кургалин (14 лет, Великий Новгород)                            | «Слишком влюблён» (Евгений Мильковский)                               |                                | —                              | —                              |
| 10 | Анна Бажанова (12 лет, Подольск, Московская область)                | «Billie Jean» (Майкл Джексон)                                         | —                              | —                              | —                              |
| 11 | Алиса Савчиц (11 лет, Санкт-Петербург)                              | «Somewhere» (Леонард Бернстайн / Стивен Сондхейм)                     |                                | —                              |                                |

### Выпуск № 2: Слепые прослушивания. 2-я неделя
Выпуск вышел в эфир 21 февраля 2020 года.
| №  | Исполнитель                                                                               | Песня | Выбор участников и наставников | Выбор участников и наставников | Выбор участников и наставников |
| №  | Исполнитель                                                                               | Песня | Баста                          | Гагарина                       | Меладзе                        |
| -- | ----------------------------------------------------------------------------------------- | --- | ------------------------------ | ------------------------------ | ------------------------------ |
| 1  | Валерия Базыкина и Манижа Аминова (13 лет / 15 лет, Балашиха / Вёшки, Смоленская область) | «Трава у дома» (Владимир Мигуля / Анатолий Поперечный)                                                        |                                | —                              |                                |
| 2  | Артём Морозов (11 лет, Москва)                                                            | «Who Wants to Live Forever» (Брайан Мэй)                                                                      |                                |                                |                                |
| 3  | Алиса Смирнова (7 лет, Москва)                                                            | «Гармонь моя» (Иван Руденко / Мария Мордасова)                                                                | —                              | —                              |                                |
| 4  | Кирилл Александров (13 лет, Белгород)                                                     | «Virtual Insanity» (Джей Кей / Саймон Кац / Деррик Маккензи / Стюарт Зендер / Уоллис Ли Бьюкенен / Тоби Смит) |                                | —                              |                                |
| 5  | Варвара Глухова (10 лет, Новосибирск)                                                     | «Мама, я танцую» (Мария Зайцева / Мария Гайшун)                                                               |                                |                                |                                |
| 6  | Иван Азаренко (12 лет, Новосибирск)                                                       | «О любви» (Олег Тарасов)                                                                                      | —                              | —                              | —                              |
| 7  | Ангелина Дерябина (9 лет, Москва)                                                         | «Part of Your World» (Ховард Эшман / Алан Менкен)                                                             |                                |                                |                                |
| 8  | Дарья Марцынкевич (12 лет, Минск, Республика Беларусь )                                   | «Break Free» (Саван Котеча / Мартин Сэндберг / Антон Заславский)                                              | —                              |                                | —                              |
| 9  | Николь Подтероба (13 лет, Москва)                                                         | «Кажется» (Андрей Беляев)                                                                                     | —                              | —                              | —                              |
| 10 | Артём Скороль (14 лет, Ошмяны, Республика Беларусь )                                      | «Feeling Good» (Лесли Брикасс / Энтони Ньюли)                                                                 | —                              | —                              |                                |

### Выпуск № 3: Слепые прослушивания. 3-я неделя
Выпуск вышел в эфир 28 февраля 2020 года.
| №  | Исполнитель                                                 | Песня                                                                                 | Выбор участников и наставников | Выбор участников и наставников | Выбор участников и наставников |
| №  | Исполнитель                                                 | Песня                                                                                 | Баста                          | Гагарина                       | Меладзе                        |
| -- | ----------------------------------------------------------- | ------------------------------------------------------------------------------------- | ------------------------------ | ------------------------------ | ------------------------------ |
| 1  | Агния Андреева (7 лет, Москва)                              | «I Feel Good» (Джеймс Браун)                                                          |                                |                                |                                |
| 2  | Максим Путин (12 лет, Москва)                               | «Confessa» (Джанни Белла / Джулио Рапетти Могол)                                      | —                              | —                              | —                              |
| 3  | Таис Сака (14 лет, Анталья, Турция )                        | «Ой, то не вечер» (музыка и слова народные)                                           | —                              | —                              | —                              |
| 4  | Владимир Серков (10 лет, Бутурлиновка, Воронежская область) | «Скрипка Паганини» (Карел Свобода / Зденек Боровец русский текст Андрей Вознесенский) |                                |                                |                                |
| 5  | Агата Горбачёва (11 лет, Москва)                            | «Give It Away» (Энтони Кидис / Джон Фрушанте / Майкл Балзари / Чед Гейлорд Смит)      | —                              | —                              | —                              |
| 6  | Семён Орлов (8 лет, Москва)                                 | «Симона» (Владимир Кузьмин)                                                           | —                              | —                              |                                |
| 7  | Софья Льорет (14 лет, Москва)                               | «Clown» (Эмели Санде / Грант Митчелл / Шахид Хан)                                     |                                |                                |                                |
| 8  | София Нуриева (10 лет, Москва)                              | «Moon River» (Генри Манчини / Джонни Мерсер)                                          | —                              | —                              | —                              |
| 9  | Варвара Музеева (13 лет, Москва)                            | «Всё не так просто» (Анастасия Демидова)                                              | —                              | —                              |                                |
| 10 | Миржан Жидебай (15 лет, Актобе, Республика Казахстан )      | «Listen» (Энн Превен / Скотт Катлер / Генри Кригер / Бейонсе Ноулз)                   |                                |                                | —                              |
| 11 | Злата Осипова (9 лет, Москва)                               | «Enjoy the Silence» (Мартин Ли Гор)                                                   |                                | —                              |                                |

### Выпуск № 4: Слепые прослушивания. 4-я неделя
Выпуск вышел в эфир 6 марта 2020 года.
| №  | Исполнитель                                                  | Песня                                                                                               | Выбор участников и наставников | Выбор участников и наставников | Выбор участников и наставников |
| №  | Исполнитель                                                  | Песня                                                                                               | Баста                          | Гагарина                       | Меладзе                        |
| -- | ------------------------------------------------------------ | --------------------------------------------------------------------------------------------------- | ------------------------------ | ------------------------------ | ------------------------------ |
| 1  | Екатерина Кретова (13 лет, Барабинск, Новосибирская область) | «Я на горку шла» (музыка и слова народные)                                                          | —                              |                                | —                              |
| 2  | Артём Фокин (14 лет, Севастополь)                            | «Taki Rari» (Мойзес Виванко)                                                                        |                                |                                |                                |
| 3  | Любава Соляная (6 лет, Санкт-Петербург)                      | «Любочка» (Мария Макарова / Агния Барто)                                                            |                                | —                              | —                              |
| 4  | Алим Фазаилов (12 лет, Москва)                               | «Gangsta’s Paradise» (Стиви Уандер / Ларри Сандерс / Артис Леон Айви мл. / Дуг Рашид)               | —                              | —                              | —                              |
| 5  | Марьяна Титова (9 лет, Санкт-Петербург)                      | «Падать в грязь» (Елизавета Гырдымова / Виктор Исаев)                                               |                                | —                              |                                |
| 6  | Элис Бренер (13 лет, Ашдод, Израиль )                        | «Dynamite» (Лукаш Готтвальд / Мартин Сандберг / Бенджамин Левин / Бонни Макки / Тайо Крус)          | —                              | —                              | —                              |
| 7  | Богдан Хайруллин (12 лет, Челябинск)                         | «Белый снег» (Владимир Пресняков / Валерий Сауткин)                                                 |                                |                                |                                |
| 8  | Аружан Сабыкенова (14 лет, Алма-Ата, Казахстан )             | «Don’t You Worry 'bout a Thing» (Стиви Уандер)                                                      | —                              | —                              | —                              |
| 9  | Никита Мороз (13 лет, Москва)                                | «Комета» (Михаил Малахин / Джахид Гусейнли / Александр Пушкин)                                      | —                              | —                              | —                              |
| 10 | Анна Прокопенко (15 лет, Калуга)                             | «Nature Boy» (Иден Абез)                                                                            |                                | —                              |                                |
| 11 | Кира Науменко (10 лет, Апрелевка)                            | «Танцующие Эвридики» (Катажина Гертнер / Ева Жеменецкая / Александр Войцеховский / Леонид Дербенёв) | —                              | —                              |                                |

### Выпуск № 5: Слепые прослушивания. 5-я неделя
Выпуск вышел в эфир 13 марта 2020 года.
| №  | Исполнитель                                                     | Песня                                                      | Выбор участников и наставников | Выбор участников и наставников | Выбор участников и наставников |
| №  | Исполнитель                                                     | Песня                                                      | Баста                          | Гагарина                       | Меладзе                        |
| -- | --------------------------------------------------------------- | ---------------------------------------------------------- | ------------------------------ | ------------------------------ | ------------------------------ |
| 1  | Ксения Шаплыко (6 лет, Минск, Республика Беларусь )             | «Районы — кварталы» (Роман Билык)                          |                                | —                              |                                |
| 2  | Диярбек Нуруллаев (11 лет, Ташкент, Республика Узбекистан )     | «Pardonne-moi ce caprice d’enfant» (Патриция Карли)        | —                              | —                              | —                              |
| 3  | Полина Грознова (14 лет, Тверь)                                 | «Mein Vater ist ein Appenzeller» (музыка и слова народные) | —                              | —                              |                                |
| 4  | Егор Блинов (14 лет, Саратов)                                   | «Твои следы» (Арно Бабаджанян / Евгений Евтушенко)         |                                | —                              | —                              |
| 5  | Олеся Казаченко (11 лет, Ногинск, Московская область)           | «Rise Up» (Кассандра Бати / Дженнифер Десильвео)           |                                |                                |                                |
| 6  | София Бутамёнок (7 лет, Могилёв, Республика Беларусь )          | «Дорогой длинною» (Борис Фомин / Константин Подревский)    | —                              | —                              |                                |
| 7  | Дарья Сафронова (13 лет, Ленинск-Кузнецкий)                     | «Ты уйдешь» (Елена Тополя)                                 | —                              | —                              | —                              |
| 8  | Тимур Лезгишвили (14 лет, Торонто, Канада )                     | «We Are the Champions» (Фредди Меркьюри)                   |                                |                                |                                |
| 9  | Софья Туманова (13 лет, Новосибирск)                            | «My Mind» (Эбби Смит / Чарльз Майерс)                      |                                |                                |                                |
| 10 | Мария Ермакова (12 лет, Минск, Республика Беларусь )            | «Если ты слышишь» (Полина Гриффис / Джоэль Эдвардс)        | —                              | —                              | —                              |
| 11 | Дмитрий и Сергей Коценко (13 лет, Владивосток, Приморский край) | «Красный конь» (Марк Фрадкин / Михаил Пляцковский)         | —                              |                                | —                              |

### Выпуск № 6: Слепые прослушивания. 6-я неделя
Выпуск вышел в эфир 20 марта 2020 года.
| №  | Исполнитель                                            | Песня                                                           | Выбор участников и наставников | Выбор участников и наставников | Выбор участников и наставников |
| №  | Исполнитель                                            | Песня                                                           | Баста                          | Гагарина                       | Меладзе                        |
| -- | ------------------------------------------------------ | --------------------------------------------------------------- | ------------------------------ | ------------------------------ | ------------------------------ |
| 1  | Матвей Беляев (9 лет, Череповец, Вологодская область)  | «Ночной хулиган» (Денис Ковальский)                             | —                              |                                |                                |
| 2  | София Фоменко (10 лет, Выборг, Ленинградская область)  | «Girls Just Want to Have Fun» (Роберт Хазард)                   | —                              | —                              |                                |
| 3  | Арина Орлова (15 лет, Москва)                          | «idontwannabeyouanymore» (Билли Айлиш / Финнеас О’Коннелл)      |                                |                                |                                |
| 4  | Геннадий Перевердиев (12 лет, Москва)                  | «Натуральный блондин» (Ким Брейтбург / Сергей Сашин)            | —                              |                                | Полная команда                 |
| 5  | Мариэль Шавит (10 лет, Холон, Израиль )                | «Летний дождь» (Игорь Тальков)                                  | —                              | —                              | Полная команда                 |
| 6  | Ксения Мисюрина (11 лет, Челябинск)                    | «Я выбираю тебя» (Сергей Мазаев / Павел Жагун-Линник)           |                                |                                | Полная команда                 |
| 7  | Матвей Гилёв (11 лет, Ишим, Тюменская область)         | «Штиль» (Виталий Дубинин / Маргарита Пушкина)                   | —                              | Полная команда                 | Полная команда                 |
| 8  | Эвелина Зелинка (14 лет, Красноярск)                   | «Чак» (Юлия Зиверт / Виталий Макарян / Богдан Леонович)         | —                              | Полная команда                 | Полная команда                 |
| 9  | Дарья Киселёва (11 лет, Москва)                        | «Toy» (Став Бегер / Дорон Мадалье / Авшалом Ариэль / Джек Уайт) |                                | Полная команда                 | Полная команда                 |
| 10 | Алина Штырняева (15 лет, Заречный, Пензенская область) | «One Day» (Михаил Некрасов / Евгений Матюшенко)                 |                                | Полная команда                 | Полная команда                 |

## Поединки и Песня на вылет

### Выпуск № 7: «Поединки» и «Песня на вылет». Команда Валерия Меладзе
Выпуск вышел в эфир 27 марта 2020 года.

#### Поединки
| № | Победитель         | Песня | Проигравшие     | Проигравшие      |
| - | ------------------ | --- | --------------- | ---------------- |
| 1 | София Бутамёнок    | «Влюблённый и безумно одинокий» / «La camisa negra» (Игорь Зубков / Константин Арсенев / Хуан Артисабаль)                                           | Алиса Смирнова  | Семён Орлов      |
| 2 | София Фоменко      | «Песенка мамонтёнка» / «Credo» (Владимир Шаинский / Дина Непомнящая (Романович) / Юлия Зиверт / Богдан Леонович)                                    | Мирон Довгань   | Богдан Хайруллин |
| 3 | Кирилл Александров | «Everybody» (Мартин Сандберг / Даг Кристер Волле)                                                                                                   | Артём Скороль   | Тимур Лезгишвили |
| 4 | Софья Туманова     | «Одно и то же» (Леонид Терещенко / Екатерина Иванчикова)                                                                                            | Варвара Музеева | Кира Науменко    |
| 5 | Кристина Силлер    | «FRIENDS» (Иден Андерсон / Сара Блэнчард / Ричард Бордмен / Пабло Боумэн / Кристофер Комсток / Натали Данн / Энн-Мари Николсон / Жасмин Ин Томпсон) | Полина Грознова | Арина Орлова     |

#### Песня на вылет
| № | Участник           | Песня | Результат                    |
| - | ------------------ | --- | ---------------------------- |
| 1 | София Бутамёнок    | «Дорогой длинною» (Борис Фомин / Константин Подревский)                                                       | Прошла в дополнительный этап |
| 2 | София Фоменко      | «Girls Just Want to Have Fun» (Роберт Хазард)                                                                 | Прошла в дополнительный этап |
| 3 | Кирилл Александров | «Virtual Insanity» (Уоллис Ли Бьюкенен / Джей Кей / Саймон Кац / Деррик Маккензи / Тоби Смит / Стюарт Зендер) | Прошёл в дополнительный этап |
| 4 | Софья Туманова     | «My Mind» (Эбби Смит / Чарльз Майерс)                                                                         | Прошла в финал               |
| 5 | Кристина Силлер    | «Strange Birds» (Сиа Ферлёр / Ариэль Ракшайд / Жасмин ван ден Богард)                                         | Прошла в финал               |

### Выпуск № 8: «Поединки» и «Песня на вылет». Команда Полины Гагариной
Выпуск вышел в эфир 3 апреля 2020 года.

#### Поединки
| № | Победитель         | Песня                                                                                | Проигравшие              | Проигравшие          |
| - | ------------------ | ------------------------------------------------------------------------------------ | ------------------------ | -------------------- |
| 1 | Артём Морозов      | «The Final Countdown» (Джоуи Темпест)                                                | Дмитрий и Сергей Коценко | Ксения Мисюрина      |
| 2 | Миржан Жидебай     | «Замок из дождя» (Владимир Пресняков / Карен Кавалерян)                              | Дарья Марцынкевич        | Екатерина Кретова    |
| 3 | Варвара Глухова    | «Были танцы» / «Пойду, выйду на улицу» (Татьяна Липницкая / музыка и слова народные) | Элина Хан                | Милана Волкова       |
| 4 | Артём Фокин        | «Небо» (Алексей Рыжов)                                                               | Матвей Беляев            | Геннадий Перевердиев |
| 5 | Таисия Скоморохова | «Dance Monkey» (Тони Уотсон)                                                         | Ангелина Дерябина        | Агния Андреева       |

#### Песня на вылет
| № | Участник           | Песня                                                               | Результат                    |
| - | ------------------ | ------------------------------------------------------------------- | ---------------------------- |
| 1 | Артём Морозов      | «Who Wants to Live Forever» (Брайан Мэй)                            | Прошёл в финал               |
| 2 | Миржан Жидебай     | «Listen» (Энн Превен / Скотт Катлер / Генри Кригер / Бейонсе Ноулз) | Прошёл в финал               |
| 3 | Варвара Глухова    | «Мама, я танцую» (Мария Зайцева / Мария Гайшун)                     | Прошла в дополнительный этап |
| 4 | Артём Фокин        | «Taki Rari» (Мойзес Виванко)                                        | Прошёл в дополнительный этап |
| 5 | Таисия Скоморохова | «Goomba Boomba» (Билли Мэй)                                         | Прошла в дополнительный этап |

### Выпуск № 9: «Поединки» и «Песня на вылет». Команда Басты
Выпуск вышел в эфир 10 апреля 2020 года.

#### Поединки
| № | Победитель             | Песня                                                                                                 | Проигравшие     | Проигравшие                       |
| - | ---------------------- | --- | --------------- | --------------------------------- |
| 1 | Елизавета Сметанникова | «Убей мою подругу» (Константин Меладзе)                                                               | Алиса Савчиц    | Марьяна Титова                    |
| 2 | Анна Прокопенко        | «Тучи» (Игорь Матвиенко / Александр Шаганов)                                                          | Алина Штырняева | Любава Соляная                    |
| 3 | Софья Льорет           | «Good as Hell» (Эрик Фредерик / Мелисса Джефферсон)                                                   | Злата Осипова   | Дарья Киселёва                    |
| 4 | Иван Кургалин          | «Фантазёр» (Александр Морозов / Сергей Романов)                                                       | Егор Блинов     | Владимир Серков                   |
| 5 | Олеся Казаченко        | «Токката и фуга ре минор» / «Eye of the Tiger» (Иоганн Себастьян Бах / Фрэнки Салливан, Джим Питерик) | Ксения Шаплыко  | Валерия Базыкина и Манижа Аминова |

#### Песня на вылет
| № | Участник               | Песня                                             | Результат                    |
| - | ---------------------- | ------------------------------------------------- | ---------------------------- |
| 1 | Елизавета Сметанникова | «Экспонат» (Сергей Шнуров)                        | Прошла в дополнительный этап |
| 2 | Анна Прокопенко        | «Nature Boy» (Иден Абез)                          | Прошла в дополнительный этап |
| 3 | Софья Льорет           | «Clown» (Эмели Санде / Грант Митчелл / Шахид Хан) | Прошла в финал               |
| 4 | Иван Кургалин          | «Слишком влюблён» (Евгений Мильковский)           | Прошёл в дополнительный этап |
| 5 | Олеся Казаченко        | «Rise Up» (Кассандра Бати / Дженнифер Десильвео)  | Прошла в финал               |

## Дополнительный этап

### Выпуск № 10: Дополнительный этап
Выпуск вышел в прямом эфире в пятницу 17 апреля 2020 года. Это первый выпуск проекта «Голос. Дети», проведённый без зрителей в студии в связи с пандемией коронавируса. В студии находились только участники, наставники, ведущие, оркестр и операторы.
| — Участник прошёл в финал |
| — Участник покинул проект |

| Выпуск                | Наставник       | № | Участник               | Песня | Голоса зрителей | Итог           |
| Выпуск 10 (17 апреля) |                 |   |                        | |                 |                |
| --------------------- | --------------- | - | ---------------------- | --- | --------------- | -------------- |
| Выпуск 10 (17 апреля) | Валерий Меладзе | 1 | София Бутамёнок        | «Частушки Бабок-Ёжек» (Максим Дунаевский / Юрий Энтин)                                                   | 13,4 %          | Выбыла         |
| Выпуск 10 (17 апреля) | Валерий Меладзе | 2 | Кирилл Александров     | «Cake by the Ocean» (Робин Фредрикссон / Джо Джонас / Маттиас Ларссон / Джастин Трантер)                 | 59,7 %          | Прошёл в финал |
| Выпуск 10 (17 апреля) | Валерий Меладзе | 3 | София Фоменко          | «Паруса» (Кирилл Ермаков / Юлия Зиверт / Богдан Леонович / Матвей Мельников)                             | 26,9 %          | Выбыла         |
| Выпуск 10 (17 апреля) | Полина Гагарина | 4 | Таисия Скоморохова     | «Голоса» (Андрей Лысков / Сергей Курицын / Алексей Ракитин)                                              | 24,9 %          | Выбыла         |
| Выпуск 10 (17 апреля) | Полина Гагарина | 5 | Артём Фокин            | «Опера № 2» (Виталий Грачёв / В.Боровский)                                                               | 54,1 %          | Прошёл в финал |
| Выпуск 10 (17 апреля) | Полина Гагарина | 6 | Варвара Глухова        | «Шагай» (Константин Меладзе)                                                                             | 21 %            | Выбыла         |
| Выпуск 10 (17 апреля) | Баста           | 7 | Елизавета Сметанникова | «Вновь за горизонт» (Роберт Лопез / Кристен Андерсон-Лопес / Сергей Пасов)                               | 20,8 %          | Выбыла         |
| Выпуск 10 (17 апреля) | Баста           | 8 | Анна Прокопенко        | «Только с тобой» (Игорь Крутой / Байгали Серкебаев / Сергей Ревтов / Лариса Крылова / Владимир Миклошич) | 18,6 %          | Выбыла         |
| Выпуск 10 (17 апреля) | Баста           | 9 | Иван Кургалин          | «На берегу неба» (Михаил Мшенский / Роман Бокарев)                                                       | 60,6 %          | Прошёл в финал |

## Финал и суперфинал

### Выпуск № 11: Финал и суперфинал
Выпуск вышел в прямом эфире в пятницу 24 апреля 2020 года. Как и прошлый выпуск, финал прошёл без зрителей в студии. В студии находились только участники, наставники, ведущие, оркестр и операторы. Софья Туманова принимала участие дистанционно.

#### Финал
| — Участник прошёл в финал |
| — Участник покинул проект |

| Выпуск                | Наставник       | № | Участник           | Песня                                                               | Голоса зрителей | Итог                |
| Выпуск 11 (24 апреля) |                 |   |                    |                                                                     |                 |                     |
| --------------------- | --------------- | - | ------------------ | ------------------------------------------------------------------- | --------------- | ------------------- |
| Выпуск 11 (24 апреля) | Валерий Меладзе | 1 | Кристина Силлер    | «California Dreamin’» (Джон Филлипс / Мишель Филлипс)               | 4,9 %           | Выбыла              |
| Выпуск 11 (24 апреля) | Валерий Меладзе | 2 | Кирилл Александров | «Разговор со счастьем» (Александр Зацепин / Леонид Дербенёв)        | 28,1 %          | Выбыл               |
| Выпуск 11 (24 апреля) | Валерий Меладзе | 3 | Софья Туманова     | «Птиченька» (Александр Носков / Дмитрий Сосов)                      | 67 %            | Прошла в суперфинал |
| Выпуск 11 (24 апреля) | Полина Гагарина | 4 | Артем Морозов      | «Зурбаган» (Юрий Чернавский / Леонид Дербенёв)                      | 24,3 %          | Выбыл               |
| Выпуск 11 (24 апреля) | Полина Гагарина | 5 | Миржан Жидебай     | «I Surrender» (Сэм Уоттерс / Луис Бьянканьелло)                     | 22,1 %          | Выбыл               |
| Выпуск 11 (24 апреля) | Полина Гагарина | 6 | Артём Фокин        | "Третья песня Леля из оперы «Снегурочка» (Николай Римский-Корсаков) | 53,6 %          | Прошёл в суперфинал |
| Выпуск 11 (24 апреля) | Баста           | 7 | Софья Льорет       | «Любовь настала» (Раймонд Паулс / Роберт Рождественский)            | 18,3 %          | Выбыла              |
| Выпуск 11 (24 апреля) | Баста           | 8 | Иван Кургалин      | «Чёрное солнце» (Егор Бортник / Александр Уман / Ян Николенко)      | 29,4 %          | Выбыл               |
| Выпуск 11 (24 апреля) | Баста           | 9 | Олеся Казаченко    | «Total Eclipse of the Heart» (Джим Стейнман / Михаэль Кунце)        | 52,3 %          | Прошла в суперфинал |

#### Суперфинал
| Выпуск                | Наставник       | № | Участник        | Песня                                                                                              | Голоса зрителей | Итог         |
| Выпуск 11 (24 апреля) |                 |   |                 | |                 |              |
| --------------------- | --------------- | - | --------------- | -------------------------------------------------------------------------------------------------- | --------------- | ------------ |
| Выпуск 11 (24 апреля) | Валерий Меладзе | 1 | Софья Туманова  | «Колыбельная» / «Стороною дождь» (Полина Гагарина — Тина Кузнецова / Юрий Усачёв / слова народные) | 32,7 %          | Второе место |
| Выпуск 11 (24 апреля) | Полина Гагарина | 2 | Артём Фокин     | «Time to Say Goodbye» (Франческо Сартори / Лучо Куарантотто, Франк Петерсон)                       | 31,6 %          | Третье место |
| Выпуск 11 (24 апреля) | Баста           | 3 | Олеся Казаченко | «Миллион алых роз» (Раймонд Паулс / Андрей Вознесенский)                                           | 35,7 %          | Победитель   |

| № | Исполнитель        | Песня                                                                              |
| - | ------------------ | ---------------------------------------------------------------------------------- |
| 1 | Финалисты 7 сезона | «The Winner Takes It All» (Бенни Андерссон / Бьорн Ульвеус, Анастасия Чеважевская) |

## Лучший Наставник сезона
Результаты
| - Лучший Наставник - Второе место - Третье место | - Лучший Наставник выпуска |

|                 |      |      |      |      |      |      |      |      |                  |  |  |  |  |
| Баста           | 40 % | 36 % | 36 % | 42 % | 45 % | 40 % | 38 % | 40 % | Лучший Наставник |  |  |  |  |
| Полина Гагарина | 31 % | 33 % | 31 % | 35 % | 28 % | 32 % | 42 % | 33 % | Второе место     |  |  |  |  |
| Валерий Меладзе | 29 % | 31 % | 33 % | 23 % | 27 % | 28 % | 20 % | 27 % | Третье место     |  |  |  |  |

## Рейтинги сезона
| Выпуск | Выпуск                           | Дата показа     | Код выпуска | Время показа (UTC+3) | Аудитория | Аудитория | Ссылка |
| Выпуск | Выпуск                           | Дата показа     | Код выпуска | Время показа (UTC+3) | Рейтинг   | Доля      | Ссылка |
| ------ | -------------------------------- | --------------- | ----------- | -------------------- | --------- | --------- | ------ |
| 1      | «Слепые прослушивания. Выпуск 1» | 14 февраля 2020 | 701         | Пятница 21:30        | 5,4       | 19,0 %    | [ 1 ]  |
| 2      | «Слепые прослушивания. Выпуск 2» | 21 февраля 2020 | 702         | Пятница 21:30        | 5,3       | 19,6 %    | [ 2 ]  |
| 3      | «Слепые прослушивания. Выпуск 3» | 28 февраля 2020 | 703         | Пятница 21:30        | 5,6       | 19,7 %    | [ 3 ]  |
| 4      | «Слепые прослушивания. Выпуск 4» | 6 марта 2020    | 704         | Пятница 21:30        | 4,8       | 16,6 %    | [ 4 ]  |
| 5      | «Слепые прослушивания. Выпуск 5» | 13 марта 2020   | 705         | Пятница 21:30        | 5,1       | 17,4 %    | [ 5 ]  |
| 6      | «Слепые прослушивания. Выпуск 6» | 20 марта 2020   | 706         | Пятница 21:30        | 5,3       | 17,0 %    | [ 6 ]  |
| 7      | «Поединки. Выпуск 1»             | 27 марта 2020   | 707         | Пятница 21:30        | 5,2       | 19,5 %    |        |
| 8      | «Поединки. Выпуск 2»             | 3 апреля 2020   | 708         | Пятница 21:30        | 5,6       | 19,5 %    |        |
| 9      | «Поединки. Выпуск 3»             | 10 апреля 2020  | 709         | Пятница 21:30        | 5,1       | 18,4 %    |        |
| 10     | «Дополнительный этап»            | 17 апреля 2020  | 710         | Пятница 21:30        | 5,1       | 17,2 %    |        |
| 11     | Финал                            | 24 апреля 2020  | 711         | Пятница 21:30        | 4,9       | 18,5 %    |        |

## Комментарии
1. ↑  Баста — лучший Наставник 1-го выпуска.
2. ↑  Баста — лучший Наставник 2-го выпуска.
3. ↑  Баста — лучший Наставник 3-го выпуска.
4. ↑  Баста — лучший Наставник 4-го выпуска.
5. ↑  Баста — лучший Наставник 5-го выпуска.
6. ↑  Баста — лучший Наставник 6-го выпуска.
7. ↑  Полина Гагарина — лучший Наставник 10-го выпуска.